# Кёрнер, Пауль
Пауль Кёрнер (нем. Paul Körner; 2 октября 1893 года, Пирна — 29 ноября 1957 года, Тегернзе) — государственный деятель, статс-секретарь правительства Пруссии (11 апреля 1933 года — 1945) и постоянный заместитель Уполномоченного по 4-летнему плану Германа Геринга (22 октября 1936 года — 1945), обергруппенфюрер СС (30 января 1942 года).

## Биография
Посещал народную школу и реальную гимназию в Циттау. В 1914 году пошёл добровольцем в армию, участник Первой мировой войны. Первоначально воевал на фронте в составе саксонского королевского полка полевой артиллерии № 28, с 1917 года — офицер Генерального штаба, капитан (1919). Во время войны Кёрнер подружился с баварским лётчиком-истребителем Германом Герингом.
После демобилизации был членом добровольческого корпуса Лютцова, учился юриспруденции. Работу найти не смог и жил на небольшую денежную помощь, которую ему оказывала семья. В ноябре 1926 года вступил в НСДАП (билет № 714328).
Весной 1928 года сблизился с Германом Герингом, которого знал ещё по войне. У Кёрнера был собственный автомобиль «Мерседес Бенц», и Геринг предложил Кёрнеру стать его компаньоном по работе представителем различных авиационных фирм. С этого времени он стал личным шофёром и доверенным лицом Геринга. В 1931 году вступил в СС (билет № 23076) и получил звание группенфюрера СС. С конца 1931 года — личный секретарь Геринга. До конца войны оставался ближайшим сотрудником Геринга.
Свидетельством высокого положения Кёрнера в иерархии НСДАП можно считать тот факт, что он наряду с Адольфом Гитлером, Германом Герингом и Вильгельмом Фриком был одним из 4 представителей НСДАП, принимавших участие в обсуждении 22 января 1933 года в загородном доме Иоахима фон Риббентропа с представителями рейхспрезидента Германии Пауля фон Гинденбурга вопрос об образовании нового коалиционного правительства во главе с Гитлером.
После прихода Гитлера к власти в феврале 1933 года Кёрнер стал личным референтом Геринга в Министерстве внутренних дел Пруссии. С 5 марта 1933 года и до конца войны был депутатом Рейхстага от 2-го избирательного округа Западный Берлин. 11 апреля 1933 года стал статс-секретарём правительства Пруссии. В ситуации большой занятости Геринга на его многочисленных должностях в Третьем рейхе на посту статс-секретаря Кёрнеру приходилось заниматься текущим руководством прусским правительством. С сентября 1933 года — прусский государственный советник. Как член Прусского государственного совета Кёрнер также представлял интересы Пруссии в рейхсрате до его роспуска в начале 1934 года.
С 22 октября 1936 года — постоянный заместитель Уполномоченного по 4-летнему плану Геринга, статс-секретарь Управления по четырёхлетнему плану и Председатель Генерального совета по четырёхлетнему плану. В 1937—1942 годах — председатель Наблюдательного совета концерна «Имперские предприятия горнорудной промышленности и металлургические заводы Германа Геринга» («Reichswerke AG für Erzbergbau und Eisenhütten Hermann Göring»). В 1939—1942 годах — председатель Генерального совета по 4-летнему плану. Благодаря тому, что генеральный уполномоченный по 4-летнему плану Геринг мало разбирался в вопросах экономики, в руках Кёрнера сосредоточилась огромная власть по руководству промышленностью и подготовке Германии к войне. В 1941—1945 годах Кёрнер был заместителем руководителя Штаба экономического руководства «Восток» («Wirtschaftsführungsstabes Ost»), который занимался экономическим разграблением оккупированной территории СССР.
В 1930-е и 1940-е годы Кёрнер занимал ряд ключевых позиций в немецкой экономике: в 1937—1942 годах он был председателем Наблюдательного совета концерна «Герман Геринг Верке» («Reichswerke AG für Erzbergbau und Eisenhütten Hermann Göring»), в 1941—1943 гг. — председателем административного совета «Горнодобывающие и металлургические заводы Востока» («Berg und Hüttenwerke Ost GmBH»), а также был членом Наблюдательного совета компании Люфтганза («Lufthansa AG»), членом общества «Имперские автобаны» («Reichsautobahn») и постоянным членом Имперской рабочей палаты («Reichsarbeitskammer»). Кроме того, Кёрнер был членом президиума Немецкого исследовательского общества («Deutschen Forschungsgemeinschaft»), Немецкой академии авиационных исследований («Deutschen Akademie der Luftforschung») и правления Немецких имперских почт.
После войны арестован американскими войсками. В 1946 году выступал свидетелем на Нюрнбергском процессе по делу главных военных преступников. В качестве подсудимого был привлечён к суду Американского военного трибунала по делу «Вильгельмштрассе». 11 апреля 1949 года был приговорён к 15 годам тюремного заключения. Позже был амнистирован и освобождён 15 декабря 1951 года из тюрьмы для военных преступников в Ландсберге. В дальнейшем на пенсии.

## Награды
- Железный крест, 1-го класса (1914)
- Железный крест, 2-го класса (1914)
- Почётный крест ветерана войны
- Шеврон старого бойца
- Медаль За выслугу лет в НСДАП в бронзе и серебре
- Кольцо «Мёртвая голова»
- Почетная сабля рейхсфюрера СС